# 白美瓊
白美瓊或譯白楣鏡（韓語：백미경，1971年—），韓國電視劇編劇。2000年贏得第1屆MBC製作公司電影劇本招募比賽優秀獎，但作品遭到剽竊。放棄夢想後，為了生計，選擇在大邱開設英語學院、擔任英語講師。後來重拾作家夢，陸續獲得2012年第10屆慶尚北道影像內容劇本招募獎勵賞、2013年SBS劇本招募大賞、2014年MBC劇本招募迷你劇部門優秀賞，並以撰寫JTBC的電視劇而成名，因此被稱為「JTBC的金銀淑」。

## 編劇作品

### 電視劇
- 2014年：SBS《江口的故事》
- 2015年：JTBC《親愛的恩東啊》
- 2017年：JTBC《大力女子都奉順》
- 2017年：JTBC《有品位的她》
- 2018年：KBS《我們遇見的奇蹟》
- 2019年：tvN《请融化我吧》
- 2021年：tvN《我的上流世界》
- 2023年：JTBC《大力女子姜南順》
- 2024年：TVING《我光明正大想成為灰姑娘》（開創）[4]

### 電影
- 2017年：《興夫》

## 獎項
| 年份 | 頒獎典禮           | 獎項            | 作品             | 結果 |
| ---- | ------------------ | --------------- | ---------------- | ---- |
| 2022 | 第58屆百想藝術大獎 | 電視部門 劇本獎 | 《我的上流世界》 | 提名 |

## 外部連結
- NAVER搜索